# 林繼臯
林繼臯（1506年—？），字德謨，號東泉，福建福州府閩縣人，民籍，明朝政治人物。

## 生平
嘉靖四年（1525年）乙酉科福建鄉試第三十九名舉人。嘉靖八年（1529年）中式己丑科會試第一百二十四名，登第三甲第一百一十一名進士。授分水縣知縣，改官九江府儒學教授，十九年（1540年）主考廣東鄉試。升國子監助教，擢主事，官至廣西府知府。

## 家族
曾祖林晶，曾任知縣；祖父林椿；父林一能，母陳氏。具庆下。兄林繼顯（知縣）、林繼禄（贡士）。